# رود مو (هوکایدو)
رود مو رودی است به اقیانوس آرام می‌ریزد. این رود از کشور ژاپن می‌گذرد.